# HMS Daedalus
HMS Daedalus foi um navio de guerra do século XIX do tipo fragata que serviu na Marinha Real Britânica de 1826 a 1911.

## Monstro marinho

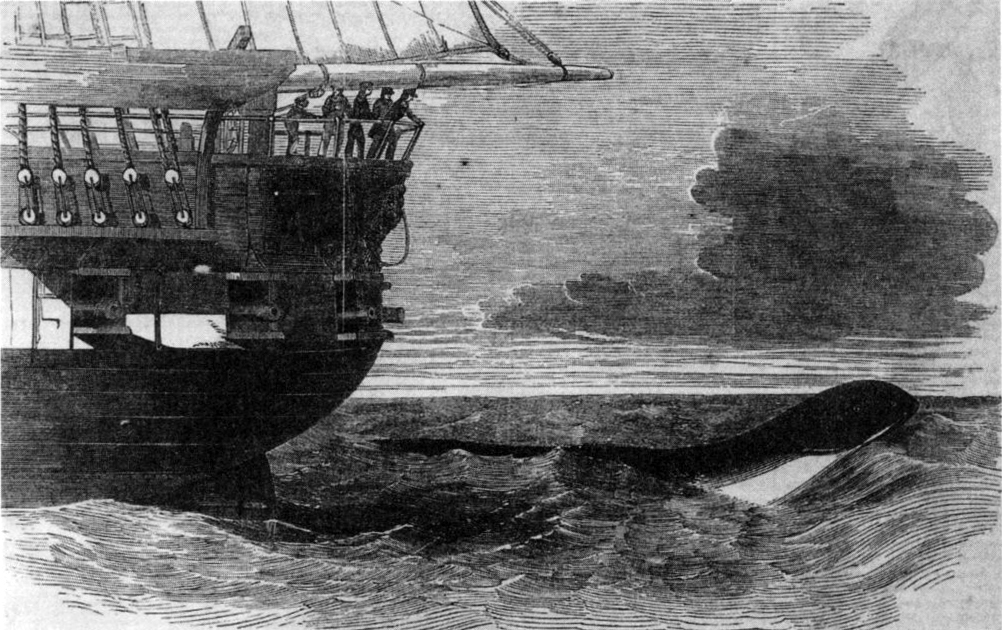
Publicação do The Illustrated London News.

No dia 6 de agosto de 1848 às 5 horas da tarde, o capitão M'Quahe e vários oficiais da fragata britânica HMS Daedalus que ia do Cabo da Boa Esperança para a Ilha de Santa Helena disseram ter avistado uma serpente marinha. O capitão descreveu a criatura como tendo 18,28 metros e tendo corpo cor marrom escuro e em volta de seu pescoço a cor branca meio amarelada. Ele também afirmou que a criatura nadava a uma velocidade de 19 km/h (10,3 kn) a 24 km/h (13,0 kn) e mantinha a cabeça a 1 metro fora da água. Após o navio ter chegado na Inglaterra o capitão M'Quhae pagou um ilustrador para fazer uma ilustração da serpente marinha que foi publicada no "The Illustrated London News" e no Gleason's Pictorial magazine.